# Bernes-sur-Oise
Bernes-sur-Oise és un municipi francès, situat al departament de Val-d'Oise i a la regió d'Illa de França. L'any 2007 tenia 2.363 habitants.
Forma part del cantó de L'Isle-Adam, del districte de Pontoise i de la Comunitat de comunes de l'Haut Val-d'Oise.

## Demografia

### Població
El 2007 la població de fet de Bernes-sur-Oise era de 2.363 persones. Hi havia 772 famílies, de les quals 112 eren unipersonals (40 homes vivint sols i 72 dones vivint soles), 196 parelles sense fills, 392 parelles amb fills i 72 famílies monoparentals amb fills.
La població ha evolucionat segons el següent gràfic:
Habitants censats

### Habitatges
El 2007 hi havia 796 habitatges, 781 eren l'habitatge principal de la família, 1 era una segona residència i 14 estaven desocupats. 659 eren cases i 135 eren apartaments. Dels 781 habitatges principals, 569 estaven ocupats pels seus propietaris, 202 estaven llogats i ocupats pels llogaters i 10 estaven cedits a títol gratuït; 7 tenien una cambra, 20 en tenien dues, 109 en tenien tres, 267 en tenien quatre i 378 en tenien cinc o més. 614 habitatges disposaven pel capbaix d'una plaça de pàrquing. A 344 habitatges hi havia un automòbil i a 377 n'hi havia dos o més.

### Piràmide de població
La piràmide de població per edats i sexe el 2009 era:
| Homes | Edats   | Dones |
| ----- | ------- | ----- |
| 0     | 95 o +  | 0     |
| 0     | 90 a 94 | 0     |
| 0     | 85 a 89 | 4     |
| 12    | 80 a 84 | 12    |
| 20    | 75 a 79 | 16    |
| 12    | 70 a 74 | 24    |
| 20    | 65 a 69 | 48    |
| 48    | 60 a 64 | 36    |
| 48    | 55 a 59 | 48    |
| 108   | 50 a 54 | 100   |
| 116   | 45 a 49 | 124   |
| 84    | 40 a 44 | 56    |
| 68    | 35 a 39 | 68    |
| 56    | 30 a 34 | 72    |
| 104   | 25 a 29 | 92    |
| 136   | 20 a 24 | 96    |
| 84    | 15 a 19 | 120   |
| 80    | 10 a 14 | 72    |
| 92    | 5 a 9   | 44    |
| 56    | 0 a 4   | 52    |

## Economia
El 2007 la població en edat de treballar era de 1.624 persones, 1.193 eren actives i 431 eren inactives. De les 1.193 persones actives 1.069 estaven ocupades (558 homes i 511 dones) i 124 estaven aturades (75 homes i 49 dones). De les 431 persones inactives 126 estaven jubilades, 168 estaven estudiant i 137 estaven classificades com a «altres inactius».

### Ingressos
El 2009 a Bernes-sur-Oise hi havia 782 unitats fiscals que integraven 2.326 persones, la mediana anual d'ingressos fiscals per persona era de 19.848 €.

### Activitats econòmiques
Dels 87 establiments que hi havia el 2007, 3 eren d'empreses extractives, 1 d'una empresa de fabricació de material elèctric, 1 d'una empresa de fabricació d'elements pel transport, 6 d'empreses de fabricació d'altres productes industrials, 23 d'empreses de construcció, 20 d'empreses de comerç i reparació d'automòbils, 7 d'empreses de transport, 3 d'empreses d'hostatgeria i restauració, 2 d'empreses d'informació i comunicació, 1 d'una empresa financera, 2 d'empreses immobiliàries, 8 d'empreses de serveis, 5 d'entitats de l'administració pública i 5 d'empreses classificades com a «altres activitats de serveis».
Dels 24 establiments de servei als particulars que hi havia el 2009, 3 eren tallers de reparació d'automòbils i de material agrícola, 1 autoescola, 1 paleta, 3 guixaires pintors, 1 fusteria, 2 lampisteries, 8 electricistes, 1 perruqueria, 3 restaurants i 1 saló de bellesa.
Dels 4 establiments comercials que hi havia el 2009, 1 era un hipermercat, 1 una fleca, 1 una llibreria i 1 una botiga de mobles.
L'any 2000 a Bernes-sur-Oise hi havia 5 explotacions agrícoles que ocupaven un total de 500 hectàrees.

## Equipaments sanitaris i escolars
L'únic equipament sanitari que hi havia el 2009 era una farmàcia.
El 2009 hi havia 1 escola maternal i 1 escola elemental. Bernes-sur-Oise disposava d'un col·legi d'educació secundària amb 367 alumnes.

## Poblacions més properes
El següent diagrama mostra les poblacions més properes.